# リナリー・リー
リナリー・リー（Lenalee Lee）は、星野桂作の漫画作品および、それを原作としたアニメ『D.Gray-man』に登場する架空の人物で、同作のヒロインである。アニメでの声優は伊藤静（第1作）、加隈亜衣（第2作）。

## プロフィール
- 誕生日 - 2月20日（魚座）
- 年齢 - 16歳 → 17歳（現在）
- 身長 - 166cm → 168cm（現在）
- 体重 - 48kg
- 血液型 - B型
- 国籍 - 中国
- 趣味 - 料理
- 好きな物 - チョコレートケーキ
- 嫌いな物 - 自己犠牲

## 人物
数少ない女性エクソシストの一人で、黒の教団室長コムイ・リーの実妹。対アクマ武器は「黒い靴（ダークブーツ）」で、装備型であったが、後に結晶型となる。
エクソシスト兼、室長助手も担っており、科学班のメンバー達によくコーヒーを入れている。心優しく仲間想いの美少女。普段は穏やかだが、自己犠牲の精神を嫌う為、仲間がそういった行動を取る際に、度々怒りかそれに伴った悲しみの感情を見せることもある。アレンと神田が揉める際、鉄拳制裁を加えることがある。一人称は「私」。
登場人物の中でも頻繁に髪型が変わっていく。コムイなどからは「美髪」などと言われるほど艶のある綺麗な髪である。当初は青み（青緑）がかって見える長い黒髪でツインテールにしていたが、中国から江戸へ向かう船の途中、Lv3のAKUMA・エシとの激戦中に髪が燃えてしまい、ベリーショートとなってしまう（原作8巻）。その後は少しずつ髪が伸びてきており、新しい黒の教団への引越しの際にはボブ（原作17巻）、引越しからしばらく経過してからは小さなツインテールを備えたセミロングになっている。また、表紙などで髪の配色が紫へと徐々に変わってきているのは、リナリーのイメージカラーが紫だということからである。髪の原色は初期と変わっていない。
3サイズなどは公開されていないが、彼女に抱きつかれたクロス・マリアンの確認ではバストはCカップと計測されていた。

## 来歴

### 過去
両親は彼女が幼い頃、AKUMAに殺害されてしまい、兄のコムイが唯一の家族となる。後にイノセンスの適合者である事が分かり、強制的に教団に入団させられた。 それにより幼い時期より教団本部で監禁同然の生活を強いられ、精神的にも肉体的にも追い詰められるが、室長の地位に就き教団に入団したコムイと再会したことで、エクソシストになる決意をする。彼女の戦う理由は、自身の目に映る教団の仲間を家族とし「世界」の全てと考える上で、その全てを守ろうとする意思から起こっているものである。以降は教団を「ホーム」として親しい人々を守ろうと尽力する。
先述の幼少期の悲惨な出来事から、ルベリエ長官の存在そのものにトラウマがある。兄のコムイに対しては、自分のために教団に入った事で彼の人生を狂わせてしまったと自責の念を感じているが、彼からは尋常ではない愛情を注がれている。

### 江戸編
クロス部隊として中国から江戸へ向かう船の途中、Lv3のAKUMA・エシとの戦いで彼女自身は相打ちを狙っていたが、その際にイノセンスは結晶化し、彼女の命を救う働きを初めて見せている。また、その激戦でイノセンスを強制開放した影響により、イノセンスが全く機能せず教団内の死闘になるまでは戦闘不能状態になっていた。そのためか、自分に対して不甲斐無さを感じている場面が度々あった。

### 教団帰還後
教団本部への帰還後、ルル＝ベルや大量のLv3などの襲撃に加え、AKUMA Lv4の登場で教団自体大ピンチに陥る中、エクソシストとしての決意とコムイへの思いを胸に、見事イノセンスを復活、更に進化させ、アレンやクロスと共にLv4を倒した。
その後、ギリシャ・レフカスにてティモシーと任務中、新たなノアの襲撃を受ける。しかし、アルマの解放によりサードエクソシストのゴウシが暴走し、これをリナリー達が倒す。
数日後、今度はノアと共に黒の教団から逃走した（とされた）アレン・ウォーカーを捕捉。このまま教団に戻るよう説得するも、黒の教団を抜ける決意を聞かされ、別れの言葉を交わされた。
その後、フランスでの任務でゲートの設置点を張っていた神田と再会し、再び教団を出て行った神田の目的を知りながらも教団に誤魔化し続けている。

## デザイン
単行本第1巻で、リナリーにモデルとなった人物がいる事が明かされている。星野のデビュー作品『ZONE』にも同名の彼女が登場しており、設定やデザインは異なる。

## リナリーの呼び名
| 呼称           | 呼んでいる人                        |
| -------------- | ----------------------------------- |
| リナリー       | アレン、ラビ、神田、コムイ、クロス  |
| リナリーちゃん | ミランダ                            |
| リナリーさん   | チャオジー、バク                    |
| リナ嬢         | ブックマン                          |
| リー           | ティエドール                        |
| リナ           | 神田                                |
| リナリー・リー | リンク、ペック、マルコム=C=ルベリエ |

## 対AKUMA武器

### 黒い靴（ダークブーツ）
戦闘は蹴り技を主体としたものであり、イノセンスもそれを活かしたブーツの形状を持つ「黒い靴（ダークブーツ）」となっている。これにより強力なキック力を誇るのは無論の事、圧倒的な跳躍力と空気の波動を利用したエアライドによる空中戦、水面上での姿勢安定すら可能としており、戦闘する局面や地形を問わず戦闘が行える。また、高速での空中移動なども行っており、街中で行方不明になっていたティムキャンピーを探し出すなどしていた。第二解放は「繫累 (ケイルイ) 」。
装備型
靴（ブーツ）の形をした装備型の対アクマ武器。シンクロ率は86%。
配色の関係上、一見わかりにくいが普段は黒いパンプスの形になっている。発動する際はパンプスと隣接しているニーソックスと一体化しブーツの形状に変化する。
結晶型
液状化したイノセンスを飲み込み、血液にイノセンスを寄生させたことにより進化した形状。このイノセンスが教団においても初めて確認された「結晶型」となる。
進化後は足の十字傷（聖痕?）のようなものから血液とともに透過させ、ブーツのような形になり、それを脚に装備させる形になった。非戦闘時はアンクレットのような形状の金属に変化し、足首に装備される。また以前はイノセンスに命令して動かしていたものが、命令しなくても自分の思い通りに動くようになり、スムーズに能力を行使できるようになった。強く発動するとかかとから黒い蝶のようなものが出現する。現在のシンクロ率は不明。
装備型時代を遥かに上回る蹴脚力とスピードを獲得しており、特に後者に関しては、人間の目で（しかも戦闘慣れしている神田やラビでさえ）追えない程の高速移動が可能になっていた。

#### 技
円舞「霧風」（えんぶ「きりかぜ」）
蹴りの風圧で起こす竜巻のような攻撃。
"繫累"音響の踏技「音枷」（おんきょうのとうぎ「おとかせ」）
音によって発生した空気の波動を地盤にして音速で移動する。
"繫累"水上の踏技「水枷」（すいじょうのとうぎ「みずかせ」）
水上で立つ事が可能となり、水上戦闘が可能になる。
"繫累"失墜の踏技「鉄枷」（しっついのとうぎ「てつかせ」）
槍のような形状に変化し硬化・巨大化した靴で回避不能な速度によって相手を貫く。攻撃力は圧倒的だが、乱発は不可。
円舞「黒雫」（えんぶ「くろしずく」）
相手を上に蹴り上げ、地面に突き落とす。『ジャンプアルティメットスターズ』にのみ登場した。

### 結晶化
彼女のイノセンスはリナリーが瀕死の状況に追い込まれる際に、自ら結晶化することがある。この現象は教団の歴史上はおろか、ブックマンの記録にすら確認されていない事例であり、非常に異例であることから、ハートの可能性が示唆されている。イノセンスが装備者の生命を救おうと働きを見せたのは、アレンの「神ノ道化（クラウン・クラウン）」を除けば現時点では彼女の場合のみ。